# Église Saint-Prix de Bertignat
L'église Saint-Prix est une église catholique située à Bertignat, en France.

## Localisation
L'église est située dans le département français du Puy-de-Dôme, sur la commune de Bertignat.

## Description
L'église présente un plan orienté comprenant un massif occidental à une travée surmontée d'un clocher, une nef à deux travées s'ouvrant sur des bas-côtés et un chœur à une travée suivie d'une abside polygonale à cinq pans.

## Historique
L'édifice a été bâti à la fin du XVe siècle et au XVIe siècle.
Il est classé au titre des monuments historiques en 1964 et inscrit en 1987.